# Pterodiscus luridus
Pterodiscus luridus är en sesamväxtart som beskrevs av Joseph Dalton Hooker. Pterodiscus luridus ingår i släktet Pterodiscus och familjen sesamväxter. Inga underarter finns listade i Catalogue of Life.